# Novara (Schiff, 1851)
Die SMS Novara war eine österreichische Fregatte, die aufgrund der Weltumsegelung im Zuge der Novara-Expedition (1857–1859) international Berühmtheit erlangte. Das Schiff wurde im Laufe seiner Dienstzeit zweimal umgebaut, wobei der von 1860 bis 1862 durchgeführte zweite Umbau sehr umfangreich war. Das Schiff nahm – nach gravierendem 2. Umbau zum Dampfsegler – 1866 an der Seeschlacht bei Lissa teil und wurde nach verschiedenartiger Verwendung 1898 abgewrackt.

## Geschichte

### Bau und Namensgebung

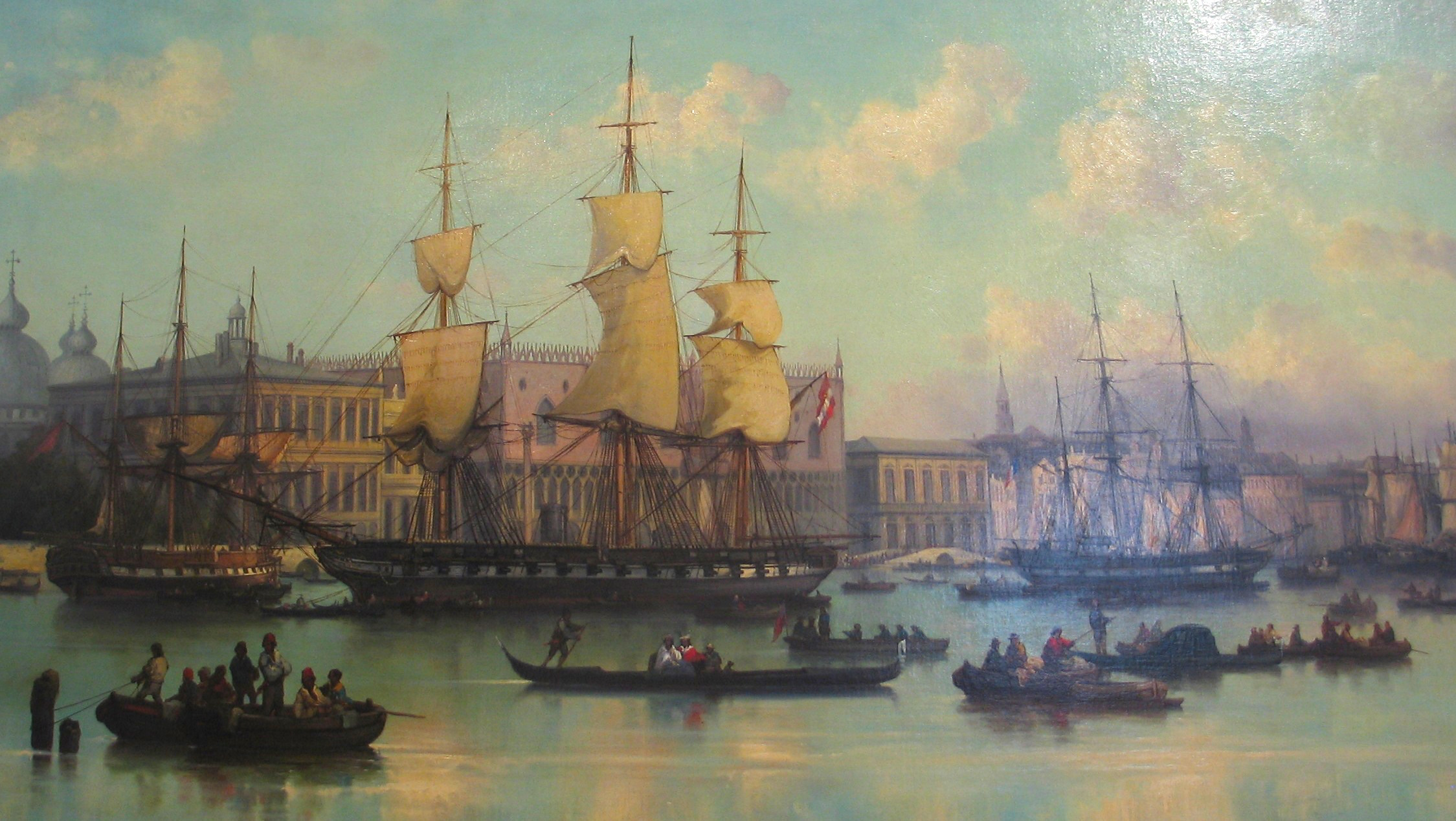
SMS Novara in Venedig, nach 1862. Gemälde von Josef Püttner, HGM.

Bei der am 20. September 1843 erfolgten Kiellegung sollte das nach den Plänen des venezianischen Schiffsbau-Directors Giuseppe Paresi gebaute Schiff Minerva heißen. Im Zuge der Revolution von 1848 gelangten das Arsenal und der unfertige Rumpf in italienische Hände, und zunächst wurde der Rumpf als L’Italia weiter gebaut. Radetzkys Sieg bei Novara und die Kapitulation Venedigs im Jahr 1849 gaben dem in österreichischen Besitz zurückgelangten Schiff letztlich den Namen.
Galionsfigur war eine geflügelte Nike von Luigi Rizzotti. Als voll seetauglich in Dienst gestellt wurde das Schiff erst im Juni 1851, obwohl es bereits am 4. November 1850 vom Stapel gelaufen war. Die Novara galt als sehr seetüchtiges (nach manchen Aussagen „das seetüchtigste“) Segelschiff der k.k. Marine. Segler galten in den Kriegsmarinen zu dieser Zeit jedoch bereits als veraltet.

### Die Weltumsegelung
Für die vorgesehene Weltreise wurde das Schiff 1856 umgebaut: Das Deckshaus wurde vergrößert und auf dem Batteriedeck wurde eine Bibliothek eingerichtet, wofür in das Deck ein Oberlicht eingeschnitten wurde. Die „Schnaumasten“ von Groß- und Fockmast wurden entfernt, um das Schiff für zu erwartendes Schwerwetter handiger zu machen.
Die vom Konstrukteur vorgesehenen 42 Kanonen wurden für die Weltumsegelung auf 30 reduziert, davon 12 auf dem Oberdeck. Als „Bootsgeschütze“ gab es einen Zwölf- und einen Sechspfünder, weiters zwei einpfündige Drehbassen. Bemerkenswert ist, dass Trinkwasser erstmals nicht wie früher in Fässern, sondern in eisernen Behältern gebunkert war, was bei gleichem Platzbedarf eine Mehr-Kapazität von rund 20 % ergab. Auch eine „neumodische“ Destillierapparatur zur Gewinnung von Trink- aus Seewasser war in Betrieb, konnte jedoch den Tagesbedarf von gut 1100 Litern nicht gänzlich abdecken.
Die für die Mannschaften auf der Vorpiek eingerichteten Douche-Apparate wurden wenig genutzt; man bevorzugte zur Körperreinigung weiterhin die langbekannten Feuerspritzen.
Auch Fleisch- und Gemüsekonserven französischer Produktion waren an Bord, darüber hinaus Kondrauer Mineralwasser aus Waldsassen, Oberpfalz, was Scherzer ausdrücklich erwähnt. Der „Äquatorwein“ der Firma Schlumberger scheint nicht bei Scherzer auf, jedoch in Briefen der Besatzungsmitglieder.
Extrem beengt war es allerdings während der Weltreise. Wie auch auf anderen Seglern damaliger Kriegsmarinen wäre beispielsweise nicht genügend Platz gewesen, Hängematten für die gesamte Mannschaft aufzuhängen: Geschlafen wurde im Turnus.

### Umbau des Schiffs 1860/62

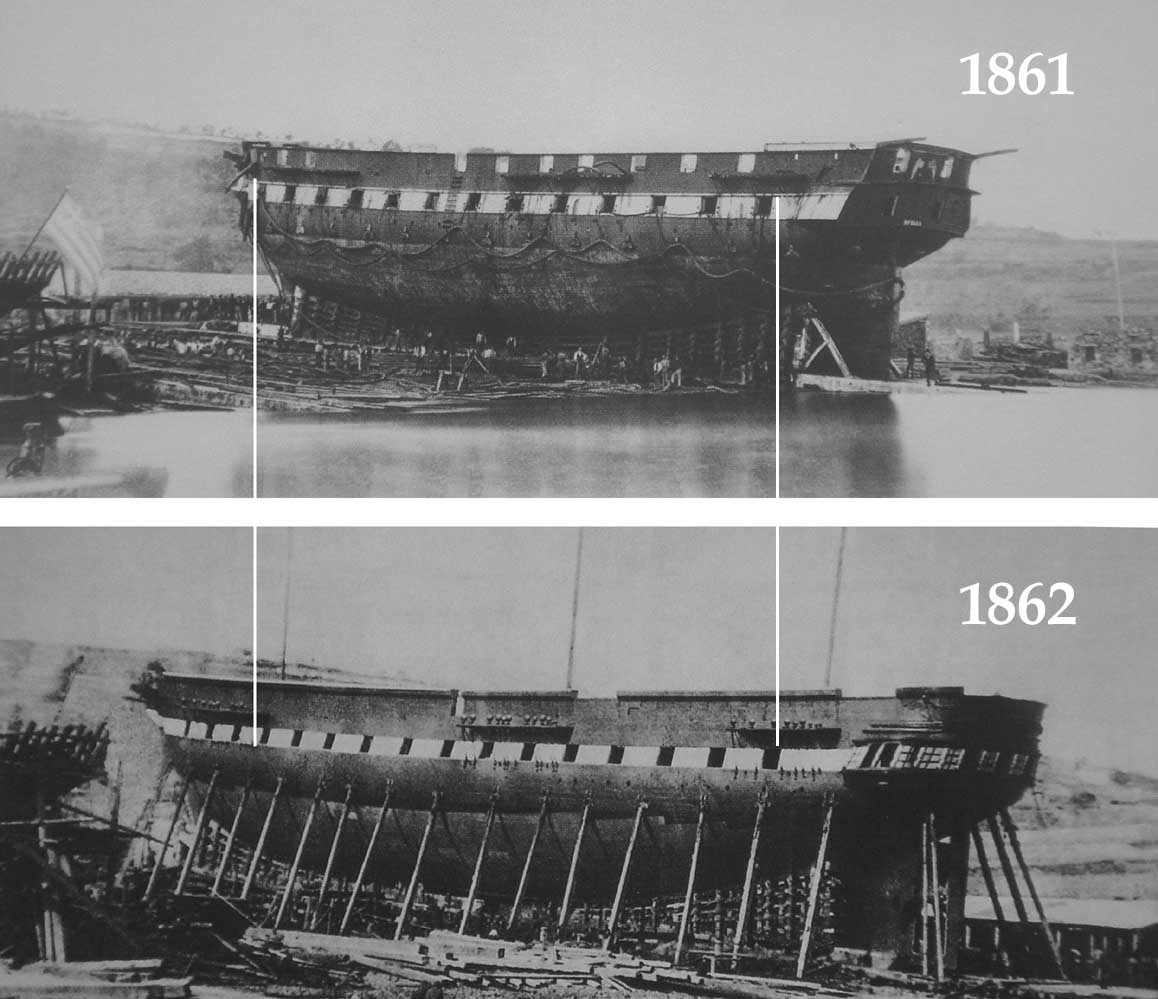
Vergleichsversion: bis 1861 und 1862

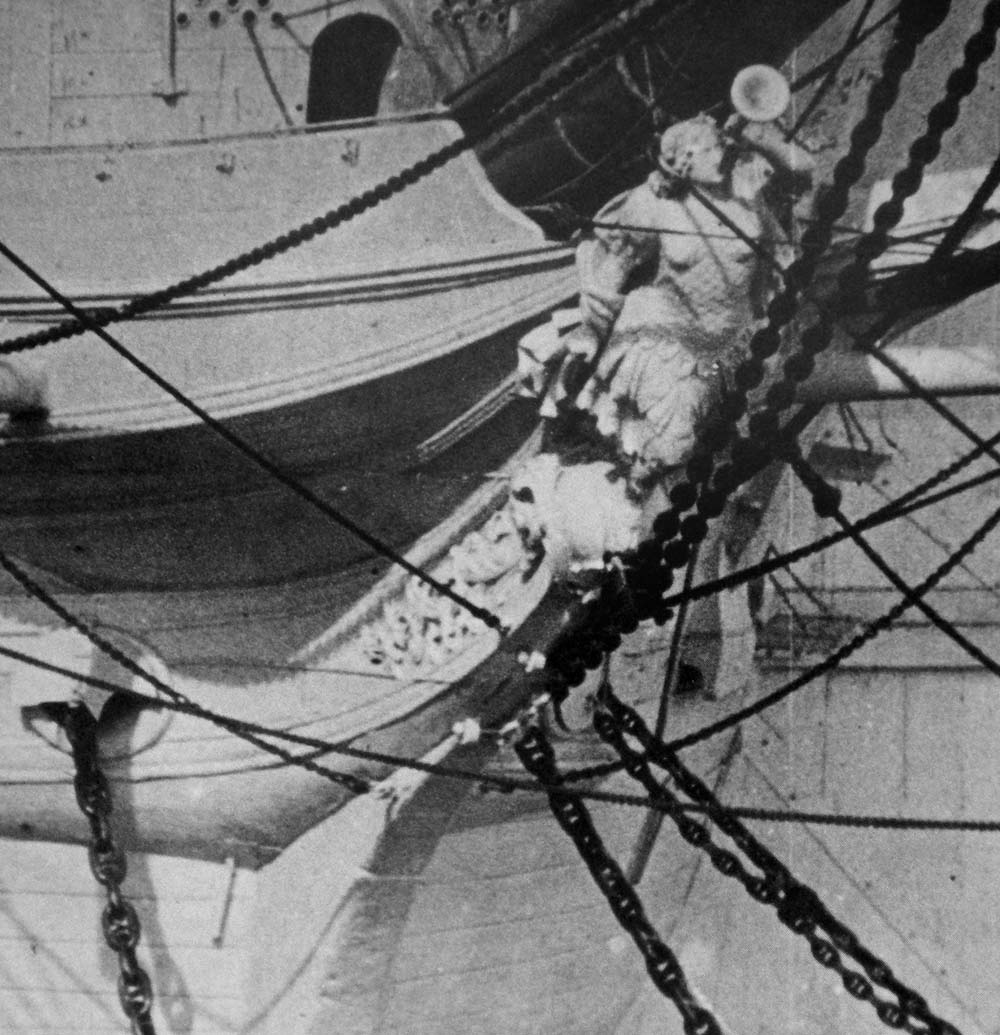
Galionsfigur ab 1862.

Auf Betreiben des Erzherzogs Maximilian wurde das Schiff von 1861 bis 1862 umgebaut. Dieser Umbau zur Schraubenfregatte erfolgte nach der Heimkehr des amtlich als „in gutem Zustand befindlich“ am 12. September 1859 vorläufig abgemusterten Schiffes und war recht umfangreich. Daher wird er teilweise auch als Neubau gesehen.
Der Rumpf der Novara wurde mittig zerschnitten und durch ein neu eingesetztes Teil um 12 Fuß gestreckt, um Platz für die Dampfmaschine zu schaffen. Bug und Heck wurden ab- und umgebaut und ebenfalls verlängert. Auch die Galionsfigur wurde beim Umbau ausgetauscht und durch eine posaunende Frauenfigur in Rüstung aus der Hand eines gewissen Andrea Gregorich ersetzt.

### Verwendung in späteren Jahren

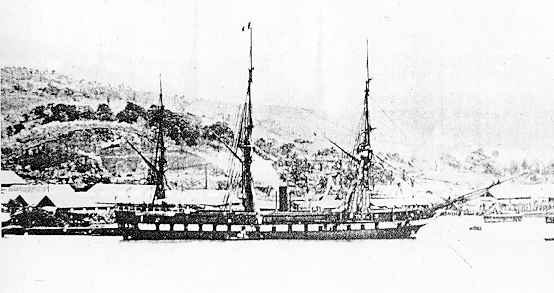
Die Novara 1864 in Martinique

Als Schraubenfregatte führte das Schiff Erzherzog Maximilian nach Veracruz, wo er zum Kaiser von Mexiko gekrönt wurde. 1866 war die Novara gemeinsam mit einer durch Anton von Petz geführten Formation an der Seeschlacht von Lissa beteiligt, bei der ihr Kommandant, Erik Klingt, getötet wurde. In den folgenden Jahren unternahm das Schiff mehrere Atlantikreisen. Ende 1867 überführte es unter Wilhelm von Tegetthoff den Leichnam des am 19. Juni 1867 hingerichteten Kaisers Maximilian von Mexiko nach Triest in die Heimat.
Die Novara wurde ab September 1876 als Hulk aufgelegt und lag zuletzt als Schulungs- und später als Wohnschiff in Pola. 1898 wurde das Schiff außer Dienst gestellt und abgewrackt.

## Museale Rezeption
Im Marinesaal des Heeresgeschichtlichen Museums in Wien sind mehrere Gemälde der Novara ausgestellt. Besonders bemerkenswert ist jedoch das Modell der Novara im Maßstab von 1:75 sowie zahlreiche Gegenstände, Darstellungen und Karten, die mit dem Schiff im Zusammenhang stehen.